# Raionul Boureni, Transcarpatia
Boureni (în ucraineană Міжгірський район, transliterat: Mijhirskîi raion) este un raion în regiunea Transcarpatia, Ucraina. Reședința sa este așezarea de tip urban Boureni.

## Demografie
Componența lingvistică a raionului Mijhirea
     Ucraineană (99,27%)
     Alte limbi (0,71%)
Conform recensământului din 2001, majoritatea populației raionului Mijhirea era vorbitoare de ucraineană (99,27%), existând în minoritate și vorbitori de alte limbi.